# Styela gelatinosa
Styela gelatinosa is een zakpijpensoort uit de familie van de Styelidae. De wetenschappelijke naam van de soort werd in 1886 voor het eerst geldig gepubliceerd door Traustedt.

## Beschrijving
Styela gelatinosa is een solitaire zakpijp met een cilindrisch, peervormig lichaam tot 4 centimeter hoog. Het lichaam is dicht bij de basis vernauwd en kan een korte steel hebben.

## Verspreiding
Beschrijvingen van deze soort zijn vanaf Spitsbergen, Oost-Groenland, de Barentszzee, IJsland, de Faeröer, de hele kust van Noorwegen en in het Skagerrak.